# Cầm Hà Chung
Cầm Hà Chung (sinh ngày 23 tháng 10 năm 1975, người Thái) là Đại biểu Quốc hội nước Cộng hòa xã hội chủ nghĩa Việt Nam. Ông hiện là Trưởng Ban Dân tộc tỉnh Phú Thọ, Đại biểu Quốc hội khóa XV từ Phú Thọ. Ông từng là Phó Chủ tịch Ủy ban Mặt trận Tổ quốc Việt Nam tỉnh Phú Thọ. 
Cầm Hà Chung là đảng viên Đảng Cộng sản Việt Nam, học vị Cử nhân tiếng Anh, Thạc sĩ Quản lý kinh tế, Cao cấp lý luận chính trị. Ông có sự nghiệp đều công tác ở tỉnh Phú Thọ.

## Xuất thân và giáo dục
Cầm Hà Chung sinh ngày 23 tháng 10 năm 1975 tại xã Phúc Khánh, huyện Yên Lập, tỉnh Phú Thọ, quê quán ở xã Tường Phong, huyện Phù Yên, tỉnh Sơn La. Ông là người dân tộc Thái, lớn lên và tốt nghiệp phổ thông ở Yên Lập, học đại học ở Hà Nội và có hai bằng cử nhân gồm Cử nhân Kinh tế, chuyên ngành tài chính – tín dụng và Cử nhân ngôn ngữ Anh, sau đó tiếp tục học cao học và nhận bằng Thạc sĩ Quản lý kinh tế. Ông được kết nạp Đảng Cộng sản Việt Nam vào ngày 2 tháng 9 năm 2001, trở thành đảng viên chính thức sau đó 1 năm, từng theo học các khóa chính trị ở Học viện Chính trị Quốc gia Hồ Chí Minh và tốt nghiệp Cao cấp lý luận chính trị. Nay ông thường trú ở phường Dữu Lâu, thành phố Việt Trì, tỉnh Phú Thọ.

## Sự nghiệp
Tháng 9 năm 1997, sau khi tốt nghiệp đại học, Cầm Hà Chung trở lại Phú Thọ, ký kết hợp đồng lao động với Sở Tài chính – Vật giá tỉnh Phú Thọ, nay là Sở Tài chính tỉnh , là cán bộ hợp đồng, sau đó được tuyển dụng vào Ủy ban nhân dân tỉnh Phú Thọ, là cán bộ tập sự, Chuyên viên Phòng Quản lý ngân sách huyện, xã của Sở. Tháng 4 năm 2000, ông được điều tới Văn phòng Tỉnh ủy Phú Thọ, là Chuyên viên Phòng Tổ chức, Hành chính, Quản Trị, rồi kế toán cơ quan Văn phòng Tỉnh ủy Phú Thọ. Bên cạnh đó, ông tham gia công tác Đoàn Thanh niên Cộng sản Hồ Chí Minh, là Bí thư Chi đoàn Văn phòng Tỉnh ủy. Tháng 7 năm 2005, ông được điều sang Phòng Tổng hợp của Văn phòng Tỉnh ủy, được thăng chức Phó Trưởng Phòng, rồi Trưởng phòng Tổng hợp năm 2010, đồng thời là Ủy viên Ban Chấp hành Đảng bộ, Phó Bí thư, Bí thư Chi bộ Tổng hợp, Đảng bộ Văn phòng Tỉnh ủy. Tháng 1 năm 2013, ông được điều vệ huyện Yên Lập, nhậm chức Phó Bí thư Huyện ủy, trúng cử Đại biểu Hội đồng nhân dân huyện Yên Lập. Sang tháng 8 năm 2018, ông được bổ nhiệm làm Phó Chủ tịch Ủy ban Mặt trận Tổ quốc Việt Nam tỉnh Phú Thọ.
Năm 2021, Cầm Hà Chung được Ủy ban Trung ương Mặt trận Tổ quốc Việt Nam tỉnh giới thiệu tham gia ứng cử đại biểu Quốc hội từ Phú Thọ, thuộc đơn vị bầu cử số 1 gồm thành phố Việt Trì, huyện Tam Nông, Tân Sơn, Thanh Sơn, Thanh Thủy, Yên Lập, rồi trúng cử Đại biểu Quốc hội khóa XV với tỷ lệ 86,59%. Tháng 12 năm 2022, ông được bổ nhiệm làm Trưởng Ban Dân tộc tỉnh Phú Thọ, Ủy viên Ủy ban nhân dân tỉnh.